# 尖裂密叶翠雀花
尖裂密叶翠雀花（学名：Delphinium kingianum var. acuminatissimum）为毛茛科翠雀属下的一个变种。

## 扩展阅读
- 維基物種上的相關：尖裂密叶翠雀花